# Adia Barnes
Adia Oshun Barnes (San Diego, 3 febbraio 1977) è un'ex cestista e allenatrice di pallacanestro statunitense con cittadinanza italiana.
Guardia-ala di 180 cm per 75 kg, ha giocato nella WNBA con Sacramento, Minnesota, Cleveland, Seattle e Houston e in Serie A1 italiana con Napoli, Priolo e Pozzuoli.
È stata la prima cestista ad essere introdotta nella Hall of Fame dell'Università dell'Arizona.

## Carriera

### Nella NCAA
Ha studiato all'Università dell'Arizona e ha quindi giocato nella NCAA. Nel 1998 è stata la giocatrice dell'anno nella Pacific Ten Conference e migliore marcatrice con una media di 21,9 punti a partita.

### Nella WNBA
Al Draft WNBA del 1998 è stata la 32ª scelta (quarto giro) delle Sacramento Monarchs. La sua carriera in WNBA è durata otto stagioni, di cui l'ultima senza presenze in campo. È stata ingaggiata all'Expansion Draft del 1999 dalle Minnesota Lynx come settima scelta del primo turno, già il 27 ottobre ha lasciato Minneapolis per trasferirsi con Tonya Edwards e Trisha Fallon alle Phoenix Mercury in cambio di Marlies Askamp, Angela Aycock e Kristi Harrower.
Tagliata il 28 maggio 2000, è stata presa come free agent dalle Cleveland Rockers, che a loro volta l'hanno tagliata il 16 giugno 2001. Il 25 aprile 2002 è tornata nel campionato professionistico statunitense con le Seattle Storm, con cui è rimasta tre stagioni. La sua ultima esperienza è stata con le Houston Comets nel 2006, ma non ha disputato alcuna partita.
Il suo record di punti è del 16 agosto 1998, quando ne ha realizzati 24 in casa delle Phoenix Mercury. Il 9 agosto 2002, invece, ha stabilito il suo record ai rimbalzi, con 10 contro le Portland Fire.

### Nei campionati europei
La sua prima esperienza europea è del 2000, quando ha giocato con la Dinamo Kiev nel campionato ucraino e nella Coppa Ronchetti, in cui ha raggiunto la Final Eight.
Ha poi giocato con il Maccabi Tel Aviv in Israele, con il Mersin Büyüksehir Belediye in Turchia, con l'UMMC Ekaterinburg in Russia e con Napoli e Priolo in Italia.

## Statistiche

### Presenze e punti nei club
Statistiche aggiornate al 24 luglio 2011
| Stagione        | Squadra              | Competizione | Partite | Partite | Partite | Statistiche tiro | Statistiche tiro | Statistiche tiro | Altre statistiche | Altre statistiche | Altre statistiche | Altre statistiche | Altre statistiche |
| Stagione        | Squadra              | Competizione | Pres.   | Titol.  | Minuti  | Tiri da 2        | Tiri da 3        | Liberi           | Rimb.             | Assist            | Rubate            | Stopp.            | Punti             |
| --------------- | -------------------- | ------------ | ------- | ------- | ------- | ---------------- | ---------------- | ---------------- | ----------------- | ----------------- | ----------------- | ----------------- | ----------------- |
| 1998            | Sacramento Monarchs  | WNBA         | 29      | 16      | 619     | 88/223           | 14/47            | 29/39            | 84                | 22                | 14                | 10                | 219               |
| 1999            | Minnesota Lynx       | WNBA         | 19      | 0       | 91      | 7/23             | 1/3              | 6/12             | 20                | 6                 | 5                 | 0                 | 21                |
| 2000            | Cleveland Rockers    | WNBA         | 5       | 0       | 18      | 3/5              | 0/1              | 2/4              | 2                 | 4                 | 0                 | 0                 | 8                 |
| 2001            | Cleveland Rockers    | WNBA         | 3       | 0       | 3       | 1/1              | 0                | 0                | 1                 | 0                 | 0                 | 0                 | 2                 |
| 2002            | Seattle Storm        | WNBA         | 26      | 17      | 493     | 37/111           | 1/4              | 15/29            | 102               | 28                | 32                | 9                 | 90                |
| 2003            | Seattle Storm        | WNBA         | 16      | 16      | 396     | 32/84            | 12/31            | 12/21            | 65                | 23                | 11                | 7                 | 88                |
| 2004            | Seattle Storm        | WNBA         | 34      | 2       | 402     | 21/69            | 3/6              | 22/31            | 63                | 31                | 23                | 2                 | 67                |
| 2006            | Houston Comets       | WNBA         | 0       | 0       | 0       | 0                | 0                | 0                | 0                 | 0                 | 0                 | 0                 | 0                 |
| 2007-2008       | Phard Napoli         | Serie A1     | 34      | 31      | 850     | 107/227          | 13/58            | 64/89            | 171               | 28                | 81                | 3                 | 317               |
| 2008-2009       | Acer Erg Priolo      | Serie A1     | 21      | 6       | 504     | 66/145           | 1/17             | 38/48            | 78                | 10                | 36                | 1                 | 173               |
| 2009-2010       | GMA Phonica Pozzuoli | Serie A1     | 18      | 4       | 362     | 40/91            | 1/4              | 23/31            | 75                | 18                | 41                | 1                 | 106               |
| Totale carriera |                      |              |         |         |         |                  |                  |                  |                   |                   |                   |                   |                   |

## Palmarès
- Women's National Basketball Association: 1
Seattle Storm: 2004
- Supercoppa italiana: 1
Phard Napoli: 2007